# سیکورسکی سی‌اچ-۱۴۸ سیکلون
سیکورسکی سی‌اچ-۱۴۸ سیکلون (به انگلیسی: Sikorsky CH-148 Cyclone) یک بالگرد ساختِ کارخانهٔ سیکورسکی در کشور ایالات متحده آمریکا است. نخستین استفاده‌کنندهٔ این بالگرد نیروهای مسلح کانادا بوده‌است. این بالگرد برای نخستین بار در ۱۵ نوامبر ۲۰۰۸ میلادی مورد استفاده قرار گرفت.